# Carlo Asinari
Carlo Asinari Di San Marzano (Pisa, 3 de novembro de 1884 -  17 de maio de 1962) foi um ginete italiano, medalhista olímpico. 

## Carreira
Carlo Asinari representou seu país nos Jogos Olímpicos de 1920, na qual conquistou a medalha de bronze no saltos por equipes em 1920. 